# Югославські німці

Прапор німецької меншини у комуністичній Югославії

Югославські німці (нім. Jugoslawiendeutsche) — збірна назва усіх німецькомовних меншин, які проживали у колишній Югославії, переважно на північ від річок Сава та Дунай. 
1931 року німці становили 3,6 % загальної чисельності населення Югославії, яке тоді дорівнювало 13,9 млн осіб
Налічуючи перед Другою світовою війною близько півмільйона, нині особи, які визнають себе німцями та населяють держави-спадкоємиці Югославії, ледве сягають десяти тисяч.

## Історія

### Витоки
До Другої світової війни в Югославії проживало близько 500 000 осіб німецького походження: у Банаті, Бачці та Сремі це були дунайські шваби, а у Словенії — т. зв. староавстрійці, чисельність яких не перевищувала кількадесят тисяч етнічних німців («готшери», «царцери» та німецькомовне міське населення, особливо в Нижній Штирії).
Осілі у Словенії групи німецького населення, хоча й далеко менш численні ніж дунайські шваби, подекуди жили в тих місцях значно давніше за останніх. Найдавнішу групу складають жителі мовного острова Сориця («царцери») у Верхній Крайні, які прибули з Гохпустерталя близько 1200 року. Також дуже давньою була група готшерів у Нижній Крайні, яка 1940 року налічувала близько 12 500 осіб, чиїх предків із Каринтії та Східного Тіролю в XIV столітті поселили тут каринтійські графи роду Ортенбургів. У свою чергу, дунайські шваби прибули в ці землі у проміжку з XVII до другої половини XIX століття.
Залежно від походження, часу переселення і місця проживання різні групи єднала спільна культура та діалект. Групи часто залишалися закритими, хоча в цих місцевостях було і багато шлюбів між німцями та місцевими жителями, особливо хорватськими католиками.

### Королівство Югославія
Економічне становище дунайських швабів у міжвоєнній Югославії було лише трохи кращим, ніж становище угорців і сербів. Хоча й було багато безземельних селян із числа дунайських швабів, югославська земельна реформа обійшла увагою етнічних німців. Навчання німців рідною мовою здебільшого обмежувалося поодинокими німецькомовними класами початкової школи протягом перших чотирьох років навчання, проте в 1932 році ним було охоплено 78% дунайсько-швабських дітей, що набагато більше, ніж серед етнічних німців у Словенії. Нестача німецькомовних учителів перешкоджала кращому забезпеченню викладання рідною мовою. Заснована 1922 року Німецька партія з 1923 року була представлена в югославському парламенті вісьмома депутатами, а після виборів 1925 і 1927 року — п'ятьма.
Найбільшим і найважливішим об'єднанням югославських німців була Швабсько-німецька культурна спілка, до якої на початку 1930-х років належало близько десяти відсотків етнічних німців. Провідними діячами спілки були Штефан Крафт, Йоганн Кекс, Георг Грассль, Матіас Гілюм і Крістіан Людвіг Брюкер. З ростом націонал-соціалізму в Третьому Райху серед дунайських швабів почали виникати конфлікти між традиціоналістами католицького спрямування та націонал-соціалістично орієнтованими «новаторами» (як-от Бранімір Альтгаєр, Якоб Авендер, Йоганн Вюшт або Густав Гальвакс), які наживалися на дедалі більшому невдоволенні економічним і соціальним становищем етнічних німців у Югославії, а також на підтримці націонал-соціалістичної Німеччини через Volksdeutsche Mittelstelle та набували впливовості, особливо в Культурній спілці. У 1939 році «новатори» на чолі з пізнішим «вождем етнічної групи» (фольксгрупенфюрером) Зеппом Янком остаточно підкорили собі Культурну спілку, яка переросла в націонал-соціалістичну масову організацію, що мала згуртувати у своїх лавах усю етнічну групу. Наприкінці 1940 року Янко стверджував, що 98 відсотків етнічних німців були членами Культурної спілки.

### Друга світова війна
Багато югославських дунайських швабів призовного віку служили в югославській армії під час вторгнення в Югославію і таким чином зіткнулися з німецькими військами. Натомість інші вибрали втечу до Штирії, Угорщини чи Румунії або переховувалися до вступу німецьких військ.
Після капітуляції югославської армії німецькі чоловіки Бачки перейшли до угорської армії, але їх також закликали записуватися добровольцями в СС. Після недостатнього початкового успіху всі наявні чоловіки, народжені у проміжку між 1900 і 1924 роками, були призвані примусово. Наймолодших призовників перевезли до Праги для базової підготовки, а потім спрямували на Східний фронт. Більшість старших призовників, щоб уникнути військової служби, вступали до «гіпо» (допоміжної поліції). У 1942 році створено 7-му добровольчу гірську дивізію СС «Принц Ойген». Попри те, що спочатку за нею закріпили з подальшим використанням назву «добровольча дивізія», у заклику про вступ до неї від 1 березня 1942 року вже значилося, що новобранцями мали бути етнічні німці всієї Сербії.
Незабаром після цього всі військовозобов'язані німецькі чоловіки у Воєводині віком від 17 до 50 років підлягали призову під загрозою «найсуворішого покарання», якщо вони не були необхідні для сільськогосподарських робіт. Неможливо вказати достеменні відомості про чисельне співвідношення між «справжніми» добровольцями, звичайними призовниками та етнічними німцями, присилуваними служити в дивізії «Принц Ойген». Кажуть, що трохи більше половини «добровольців» походили з району Панчево. Зі створенням «Принца Ойгена» райхсфюрер СС Генріх Гіммлер уперше відмовився від «расового добору» та «принципу добровільності» для Ваффен-СС. Банат надав до Ваффен-СС близько 22 000 осіб, Бачка також надала близько 22 000 душ, а Хорватія — близько 17 500. До вермахту влилося менш ніж 2000 чоловіків. «Дивізія Принца Ойгена» стала відомою насамперед за велику кількість воєнних злочинів. Одним із найжахливіших їхніх звірств була різанина в районі Отока наприкінці березня 1944 року.
На 7-му Нюрнберзькому процесі над воєнними злочинцями число їхніх жертв було оцінено в 2014 осіб. Чоловіків, жінок і дітей методично вбивали, а села розоряли. Прокуратура в Нюрнберзі також з'ясувала, що «добровільність» етнічних німців була лише удаванням, навмисним обманом і введенням в оману.
Вже в березні 1941 р., ще до початку Балканської кампанії, Райх масово постачав зброю дунайським швабам. Було створено «організацію самооборони» — т. зв. Німецьку команду, яка включилася в бої в тилу югославської армії, а в деяких місцях також відкривала шлях німецьким військам. З вересня 1942 р. всіх 17-60-річних, які не перебували на дійсній військовій службі, призвали служити в Німецьку команду. Після капітуляції Югославії багато дунайських швабів співпрацювали з окупаційними державами Німеччиною та Італією і брали участь в окупаційних завданнях. Югославські чиновники в Банаті були вигнані та замінені німцями. Встановлений націонал-соціалістами на території Сербії маріонетковий уряд Недича визнав у липні 1941 року німецьку етнічну групу в Банаті та Сербії особою публічного права, дозволивши їй керувати собою. У результаті керівництво дунайсько-швабської етнічної групи здійснювало територіальний контроль у тісній взаємодії з німецькою військовою адміністрацією. У Банаті дунайські шваби створили власну поліцію — Банатську державну варту, яка значиться у Федеральному архіві як «Прикордонно-охоронний підрозділ СС».
У листопаді 1942 року через посилення нападів партизанів на віддалені німецькі поселення в Боснії та в районі Б'єловара у Славонії 18 300 боснійських німців із цих місцевостей переселили у Вартегау, у збірний табір Volksdeutsche Mittelstelle у Лодзі (тоді Літцманштадт). Згідно з планами Гімлера, який тут виконував функцію райхскомісара зі зміцнення німецької нації, вони мали бути переселені в Люблінський округ у рамках операції «Замостя», а також у Галичину та Радом (Радомський округ). Проте для багатьох перебування в таборах для переселенців залишилося тривалою зупинкою. Невеликі групи все ще розселялися в Ельзасі. Коли в 1944/45 рр. Червона Армія наступала на нові поселення, майже всі боснійські німці втекли на територію «старого райху». Розпорошені там, вони в післявоєнний період стали частиною місцевого населення.
У зв'язку з наступом Червоної Армії в Румунії та Сербії дунайських швабів евакуйовували. 10 вересня 1944 року почалася евакуація в Сремі, Славонії та Хорватії. З Центральної Славонії німецьке населення спочатку перевозилося у Срем, звідки вони потім йшли закритими походами через Бараню та південну Угорщину і наприкінці жовтня дісталися озера Балатон. Евакуація з Бачки та Банату почалася надто пізно. Тут проти цього виступили місцеве керівництво етнічної групи та німецька окупаційна влада. Коли німецькі війська почали відступ, багато хто залишився.
Керівництво партизанів Тіто, а згодом і югославська історіографія після Другої світової війни визнали відповідальною за воєнні злочини «Принца Євгена» та інших воєнізованих формувань усю німецьку меншину. Участь етнічних німців у війні проти Югославії послужила партизанам Тіто виправданням ухваленої резолюції АВНВЮ від 21 листопада 1944 р. про експропріацію щодо дунайських швабів. Уже в жовтні 1944 року почалися арешти родичів тих дунайських швабів, які служили у Ваффен-СС. Етнічних німців, які займали керівні посади, також заарештовували, часто разом із їхніми дружинами. Це призвело до зловживань і масових страт.
Наприкінці грудня 1944 року партизани Тіто депортували від 27 до 30 тис. дунайських швабів із Банату, Бачки та Барані до радянських трудових таборів між Харковом і Ростовом. При цьому вони не видавали ремісників і кваліфікованих робітників, бо їхні особливі навички були потрібні їм у власній країні. За оцінками, 16 % депортованих померли там через недоїдання та погане медичне обслуговування. Хворих депортованих у 1945 році відправляли назад у Югославію, а вже з 1946 року — на територію, яка пізніше стане НДР. Після розпуску трудових таборів депортованих з жовтня/листопада 1949 року також доставляли в НДР.

### Спротив нацистському режиму
З боку німців у Югославії був також активний опір і різка критика націонал-соціалізму, особливо з боку католицьких об'єднань югославських німців. 22 квітня 1933 р. газета Die Drau (Драва), що виходила в Осієку, найрізкішим чином засудила Machtergreifung в Німеччині. Оплотом дунайсько-швабських католиків Югославії був Апатин у Бачці. З 1935 року там виходив католицький тижневик Die Donau (Дунай), який виступав проти націонал-соціалізму. Духовним провідником був настоятель з Апатина Адам Беренц, який уже в 1930-х роках був лютим противником націонал-соціалістичного режиму в Німеччині та боровся проти руху «новаторів» у Воєводині, а в роки німецької окупації став чільним діячем опору. Карл Бетке писав: «Ніде за межами Швейцарії у «Фортеці Європи» не можна було прочитати стільки критики нацистського режиму німецькою мовою». Газету Die Donau в 1944 році за наполяганням німецького рейху угорська окупаційна влада заборонила. За словами Слободана Маричича, до партизанського руху долучилися до 2000 німців. Дуниця Лабович називає, наприклад, 30 німецьких родин із Земуна, які стали на бік партизанів, у тому числі земунський комуніст Якоб «Яша» Райтер, який начебто врятував життя Тіто під час його втечі з окупованого Белграда.
Також багато приєдналося до партизанів із-поміж тих приблизно 400 німецькомовних людей, які залишилися в Кочев'ї після переселення в Нижню Штирію. 

## Відомі представники
- Гайнріх Кнір (1862—1944) — художник
- Джордже Вайферт (1850—1937) — промисловець і перший голова Національного банку Югославії
- Бранімір Альтгаєр — югославський і усташівський політик, нацистський офіцер
- Роберт Цолліч (1938) — архієпископ Фрайбурзький, голова Єпископської конференції Німеччини
- Крістофер Бейлі (1992) — німецький актор, народжений у Німеччині, але з югославсько-німецьким корінням
- Кевін Кампль (1990) — словенсько-німецький футболіст
- Блаж Крамер (1996) — словенський футболіст

## Виноски
1. ↑  Immo Eberl, Konrad G. Gündisch, Ute Richter, Annemarie Röder, Harald Zimmermann: Die Donauschwaben. Deutsche Siedlung in Südosteuropa, Ausstellungskatalog, Hrsg. Innenministerium Baden-Württemberg, Wissenschaftliche Leitung der Ausstellung: Harald Zimmermann, Immo Eberl, Mitarb. Paul Ginder, Sigmaringen, 1987, ISBN 3-7995-4104-7
2. ↑  с. 177
3. ↑  с. 260 f.